# Astrid Oosenbrug
Astrid Oosenbrug (Róterdam, 6 de julio de 1968) es una política neerlandesa que actualmente ocupa un escaño en la Segunda Cámara de los Estados Generales para el período legislativo 2012-2017 por el Partido del Trabajo (Países Bajos).